# Splitsingsdam

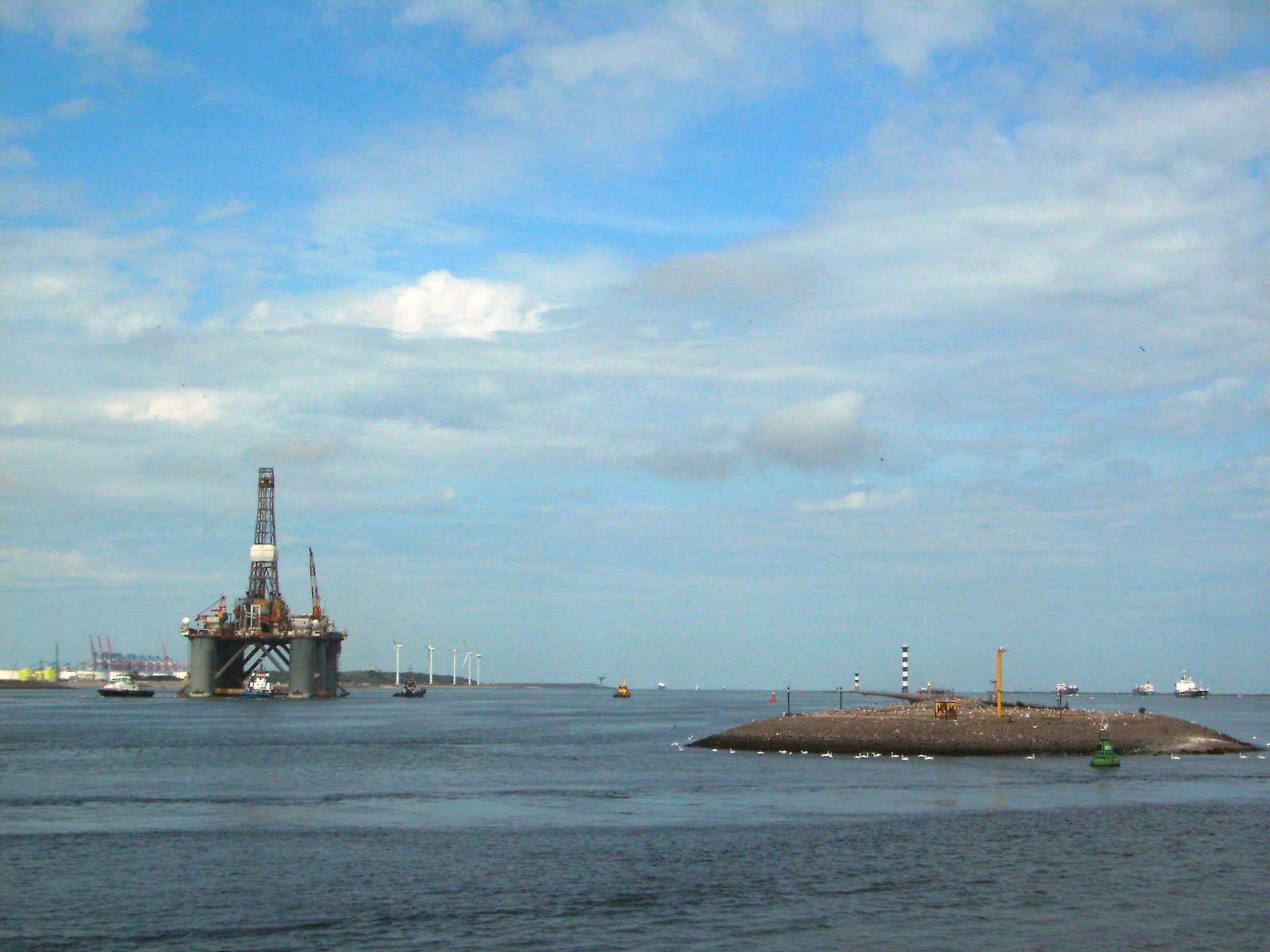
De Splitsingsdam (rechts) gezien vanaf de Rozenburgse landtong

De Splitsingsdam is een dam bij Hoek van Holland die de toegang van de Nieuwe Waterweg scheidt van de toegang van het Calandkanaal. Hij is gelegen in het verlengde van de Rozenburgse landtong en wordt hiervan gescheiden door het Breeddiep dat daardoor een verbinding vormt tussen de Nieuwe Waterweg en het Calandkanaal. De kop van de dam ligt tussen het Noorderhoofd ("de pier") van Hoek van Holland en de "Papegaaienbek" van de Maasvlakte.
De aanleg van de Splitsingsdam is in 1969 begonnen. Op de afwerking na kwam het werk eind 1971 gereed.

## Vuurtorens
Op de Splitsingsdam bevinden zich sinds 1974 twee van de vuurtorens van Hoek van Holland: het lage witte licht (Maasmond Laag) aan de zeekant op de kop van de dam, en het hoge witte licht (Maasmond Hoog) midden op de dam. Deze vormen de witte lichtenlijn die de schepen recht op de Maasmond laat koersen, totdat zij hetzij naar links in noordelijke richting afbuigend de rode lichtenlijn naar de Nieuwe Waterweg volgen, hetzij naar rechts in zuidoostelijke richting afbuigend de groene lichtenlijn naar het Calandkanaal.

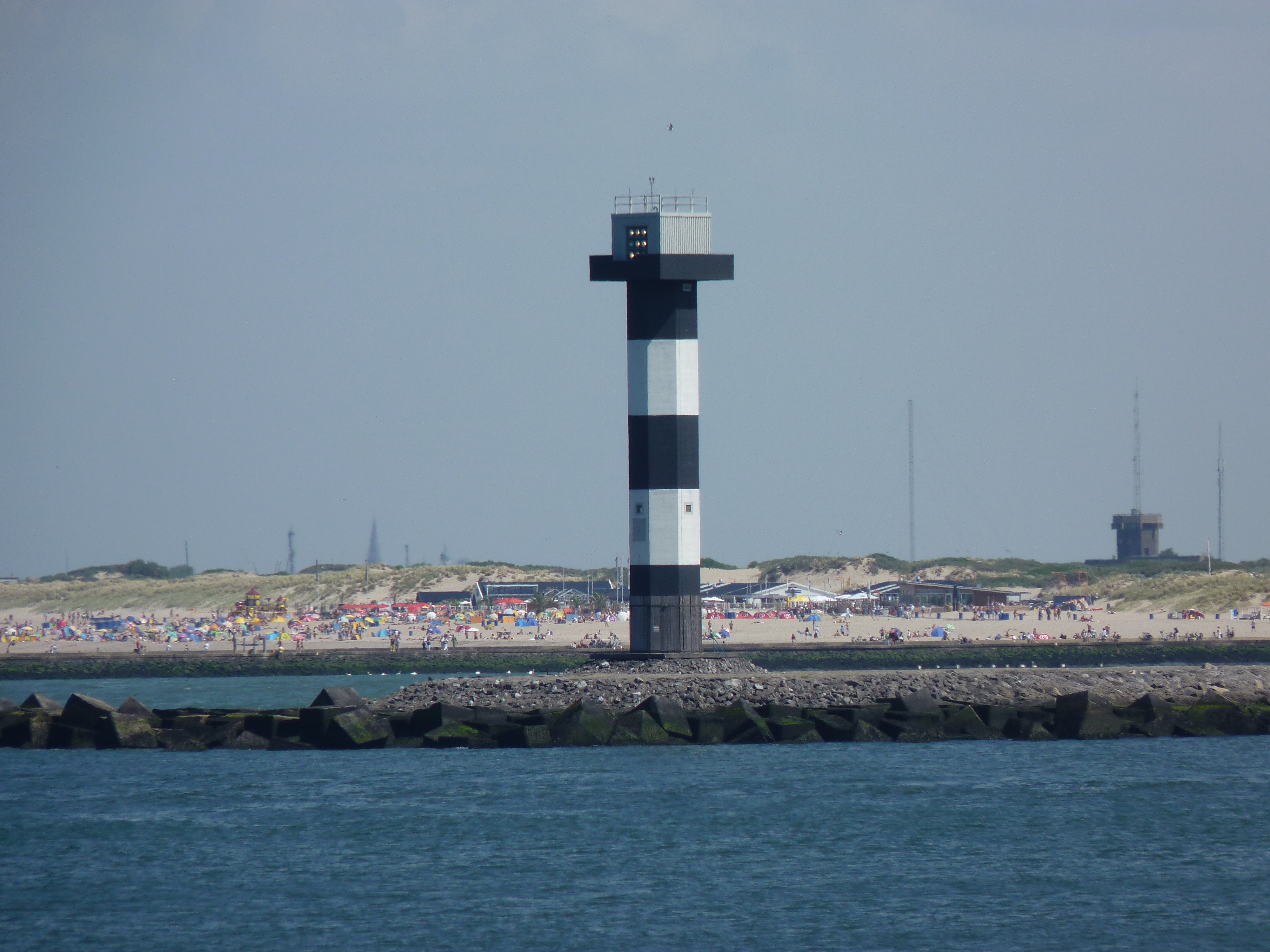
Het lage licht, met op de achtergrond het strand van Hoek van Holland
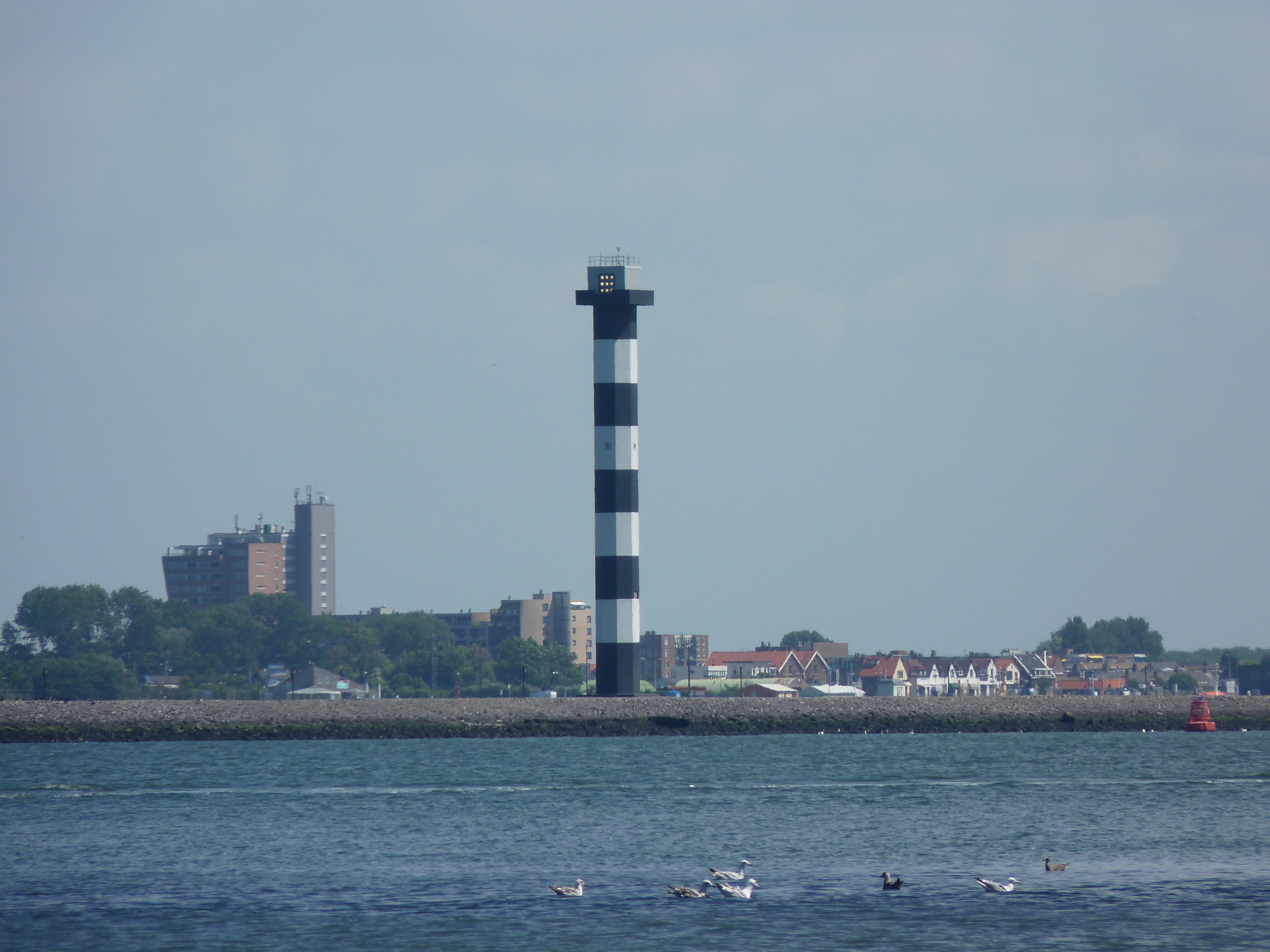
Het hoge licht, met op de achtergrond de dorpskern van Hoek van Holland

## Verbreding Breeddiep
In 2016 is de verbreding van het Breeddiep gelegen tussen de Rozenburgse landtong en de Splitsingsdam gerealiseerd ten behoeve van de binnenvaart. De doorgang van 75 meter is verbreed naar 350 meter. De doorgang van en naar Maasvlakte 1 en Maasvlakte 2 is hierdoor aanzienlijk verbeterd.